# Carilda Oliver Labra
Carilda Oliver Labra (Matanzas, 6 de juliol de 1922 - 29 d'agost de 2018) va ser una poeta cubana. Va estudiar dret a la Universitat de l'Havana i també va ser coneguda per excel·lir en el dibuix, la pintura i l'escultura.
És considerada com una de les poetes cubanes més influents, i la seva obra se centra en l'amor, el paper de la dona en la societat i el jo poètic. Els poemaris Me desordeno, amor, me desordeno i Discurso de Eva també mostren una profunda tècnica literària.
La seva obra va ser elogiada per Gabriela Mistral, la primera dona llatinoamericana a guanyar el Premi Nobel de Literatura el 1945. L'any 1958, Oliver Labra va publicar Memoria de la fiebre, que va donar-li notorietat com a autora eròtica. El llibre tracta d'un tema que va dominar la seva poesia: l'amor perdut, tal com va ser escrit després de la prematura mort del seu segon marit.